# Massilieurodes fici
Massilieurodes fici là một loài côn trùng cánh nửa trong họ Aleyrodidae, phân họ Aleyrodinae.
Massilieurodes fici được Takahashi miêu tả khoa học đầu tiên năm 1932.